# Montilliez
Ne doit pas être confondu avec Montillier ou Montilier.
Montilliez est commune suisse du canton de Vaud, située dans le district du Gros-de-Vaud. Créée en 2011, c'est le résultat de la fusion de Dommartin, Naz, Poliez-le-Grand et Sugnens. La commune est peuplée de 1 894 habitants. Son territoire, d'une surface de 1 181 hectares, se situe dans la région du Gros-de-Vaud.

## Histoire
Lors des référendums organisés simultanément le 5 mars 2010, les communes de Dommartin, Naz, Poliez-le-Grand et Sugnens ont approuvé leur fusion au sein de la nouvelle commune qui a vu le jour le 1er juillet 2011.

## Héraldique
| Armes de Montilliez | Les armes de la commune de Montilliez se blasonnent probablement ainsi : Écartelé d'argent et de gueules à l'épi de blé de l'un en l'autre. |

## Géographie
Jusqu'à sa dissolution, les quatre anciennes communes faisaient partie du district d'Échallens. Entre le 1er janvier 2008 et leur fusion, elles ont fait partie du nouveau district du Gros-de-Vaud. La commune a des frontières communes avec Bottens, Échallens, Fey, Jorat-Menthue, Montanaire, Poliez-Pittet et Villars-le-Terroir.
Le territoire communal se trouve sur le plateau suisse, dans la région du Gros-de-Vaud. Son point culminant, à 773 mètres d'altitude, se trouve sur la colline des Auverneys, près du bois de Chavanne.
En plus des villages de Dommartin, Naz, Poliez-le-Grand et Sugnens, la commune compte également le hameau de Pré Morex (Praz Morex avant 1953) situé au nord de Sugnens, ainsi que de nombreuses exploitations agricoles isolées.

## Démographie
Selon l'Office fédéral de la statistique, Montilliez compte 1 894 habitants. Sa densité de population atteint 160 hab./km2.
Le graphique suivant résume l'évolution de la population des anciennes communes composant Montilliez depuis 1850 :

## Politique
Lors des élections fédérales suisses de 2011, la commune a voté à 28,15 % pour le Parti socialiste suisse. Les deux partis suivants furent l'Union démocratique du centre avec 22,85 % des suffrages et les Verts avec 13,93 %.
Lors des élections cantonales au Grand Conseil de mars 2011, les habitants de la commune ont voté pour le Parti libéral-radical à 28,43 %, le Parti socialiste à 20,31 %, l'Union démocratique du centre à 19,82 %, l'Alliance du centre à 16,05 % et les Verts à 15,38 %.
Sur le plan communal, Montilliez  est dirigé par une municipalité formée de 5 membres et dirigée par un syndic pour l'exécutif et un Conseil communal dirigé par un président et secondé par un secrétaire pour le législatif. Le conseil communal est composé de 40 élus répartis par village : 8 pour Dommartin, 4 pour Naz, 19 pour Poliez-le-Grand et 9 pour Sugnens.

## Économie
Depuis le XVIIe siècle, un moulin et une scierie existaient sur le cours de la Mentue non loin de Dommartin, ainsi qu'une briqueterie dans la région de Naz. Cependant. jusqu'à la seconde moitié du XXe siècle, l'économie locale était principalement tournée vers l'agriculture et l'élevage qui représentent encore une part importante des emplois locaux de nos jours. Ces dernières décennies, les villages se sont développés par la création de plusieurs zones résidentielles occupées par des personnes travaillant soit à Échallens, soit dans la région lausannoise ; cette mutation s'est accompagnée de la création de plusieurs petites et moyennes entreprises locales de service ainsi que par celle d'une zone commerciale de 9 000 m2 à Poliez-le-Grand qui accueille également le centre équestre de La Sauvenière.

## Transports
Au niveau des transports en commun, la commune se trouve intégralement dans l'espace couvert par la communauté tarifaire Mobilis. Elle se trouve dans les zones 51 et 58. La commune est desservie principalement par la route, via le service CarPostal ainsi que par le rail. La ligne de bus reliant Échallens à Poliez-Pittet passe par les quatre localités de la commune, celle reliant Échallens à Thierrens passe par Poliez-le-Grand et Naz et celle reliant Échallens à Moudon passe par Poliez-le-Grand. Le Chemin de fer Lausanne-Échallens-Bercher dessert la commune par la gare de Sugnens. Les quatre localités sont également desservies par les bus sur appel PubliCar, qui sont un service de CarPostal.

## Monuments
L'auberge communale de Poliez-le-Grand est inscrite comme bien culturel d'importance régionale dans la liste cantonale dressée en 2009.

## Vie locale
La commune de Montilliez compte de nombreuses associations, parmi lesquelles trois chœurs, trois sociétés de jeunesse et un groupe d'ainés, de même que des clubs de tir sportif, de gymnastique et de volley-ball.